# Hey! Buddy
《Hey! Buddy》是白夜書房發行的男性向綜合月刊雜誌。它起初把「熱起來吧！拍檔」（熱くいこうぜ!相棒）定為廣告標語。它是日本首本蘿莉塔專門誌，並因此而知名。《嘿！兄弟》與1984年創刊的《蘿莉控HOUSE》（ロリコンHOUSE）共同大力推動了1980年代日本第一次蘿莉控熱潮的發展。

## 概要
這本雜誌於1980年7月創刊。初時的定位為男性向綜合雜誌，並以日本海外的裸體寫真、釣魚、賽馬消息為內容主調。當中跟蘿莉塔有關的內容只佔一欄。之後《突然變異》（突然変異）雜誌的一篇蘿莉控文章六年四班學級新聞因其內容描寫過激，而成了一時熱話，並使白夜書房的編輯部對之產生興趣。他們其後決定聘請《突然變異》的青山正明，並於1981年12月號該期開始由他負責部分內容。最終《Hey! Buddy》在1982年5月開始明確地走向蘿莉控路線，進一步推高蘿莉控熱潮，全盛時期可賣出7－8萬本。
不過1985年8月10日發售的《Hey! Buddy》9月増刊號《蘿莉控LAND 8》（ロリコンランド8）則被警視廳保安一課下令回收禁售。日本在此之前並沒有把攝有少女陰裂的照片定為淫秽的先例，於是這起禁售事件便帶出了在當局眼中，「少女的陰裂可被認定為淫秽物」的訊息。接下來無修正的陰裂照片便成為了業界的紅線。同時《Hey! Buddy》的總編高桑常壽卻認為「看不到陰裂的蘿莉控雜誌就不是蘿莉控雜誌了」，於是便決定在1985年11月號該期出版之後，自行停刊。該期的標語則為「蘿莉控的時代結束了，接下來就是青少年（時代的開始）」。

## 内容
- 作為一本蘿莉塔綜合情報雜誌，它除了刊登有關現實女童的內容之外，還會把蘿莉相關的動畫、漫畫、同人誌、視頻情報刊出。不少早期蘿莉控漫畫家经常出现在杂志上，包括杉本五郎、內山亞紀、中島史雄、村祖俊一[2]。該雜誌同樣會連載高杉彈（日语：高杉弾）、青山正明、蛭兒神健（日语：蛭児神建）、高取英、板坂剛（日语：板坂剛）、流山兒祥（日语：流山児祥）等人執筆的作品[10]。除此之外，《嘿！兄弟》亦積極關注亞文化。讀者評價很低的職業摔角欄目則因符合編輯口味，而一直得以保留。參加了停刊紀念座談會的蛭兒神健在評價這本雜誌時表示：「我也不知道這本雜誌是什麼鬼玩意，我還認為是搞笑雜誌呢」[9]。
- 青山正明則在雜誌內負責「Flesh Paper」（肉新聞）一欄，並以「寫什麼也無妨」的方針去撰寫當中內容。結果該個專欄便有了他的獨特風格，且當中沒什麼內容限制——物質濫用、畸形、邪典电影、血腥暴力電影等等，都曾有涉獵[† 2]。
- 讀者投稿專欄「調戲少女照片區」：當中包含調戲少女或偷拍得來的照片。這個專欄獲得廣大讀者歡迎，3年內總計刊登了至少7萬2千張照片[2]。由於部分投稿者真的因對兒童作出淫穢行為而被捕，故有推測認為當局盯上《蘿莉控LAND》的原因也在於此[12]。
- 在最後一期公佈的讀者調查中，9成讀者認同自己會「在遇上女大學生的誘惑時，最終跟着她一起走」，與大眾對他們的既定印象相反。當時即使是成熟女性的作品，一旦露毛便不能夠正式發行，故此不少人選擇以無毛的少女寫真作代替品[13]。

## 增刊號
- 《蘿莉控LAND》（ロリコンランド）
- 《少女角度》（少女アングル）
- 《少女圖鑑》（少女図鑑）
- 《Madness》（マッドネス）

### 書刊
- 高月靖. . 東京: バジリコ. 2009-10-07. ISBN 978-4-86238-151-4.
- 『宝島30』1994年9月号、宝島社、1994年9月8日。
  - 青山正明; 志水一夫; 斉田石也. . 宝島30: 138 – 145.
  - 青山正明. . 宝島30: 164 – 168.

## 外部連結
- 白夜書房（页面存档备份，存于）
- なつかしのヘイ!バディー
- ついに実現! 突然変異VSピチピチロリータ（页面存档备份，存于）